# Gaudre de Malaga
Pour les articles homonymes, voir Gaudre.
Le gaudre de Malaga, est une rivière française, affluent de l'étang de Berre, qui coule dans le département des Bouches-du-Rhône et la région Provence-Alpes-Côte d'Azur.

## Géographie

### Cours
Le cours de cette rivière est localisé entièrement dans le département des Bouches-du-Rhône. Il se jette dans l'étang de Berre.

### Affluents
La gaudre de Réquillon se jette dans le gaudre de Malaga.

## Départements et communes traversées
Cette rivière traverse uniquement les Bouches-du-Rhône, dans les communes de Saint-Rémy-de-Provence, Mouriès, Maussane-les-Alpilles, Saint-Martin-de-Crau et Arles.